# Alliance for Arab Women
L'Alliance for Arab Women (lett. "Alleanza per le Donne Arabe"; in arabo رابطة المرأة العربية‎?), conosciuta anche con la sigla AAW, è un'organizzazione non governativa di volontariato egiziana. L'AAW opera come ponte in una rete di NGO e coopera con altre associazioni arabe ed egiziane per garantire alle donne una sicurezza umana basilare attraverso l'influenza di politiche e legislazioni, e fornendo servizi e programmi all'interno del contesto dei diritti umani. L'assemblea generale dell'AWW comprende 100 membri di entrambi i sessi provenienti dai diversi paesi arabi.
L'alleanza per le donne arabe ha lo status consultativo Consiglio economico e sociale delle Nazioni Unite (ECOSOC) dal 1996. Fu selezionata come organo coordinatore delle NGO arabe per preparare e partecipare alla quarta conferenza internazionale sulle donne a Pechino nel 1985 e per portare lo statuto delle NGO arabe presso l'assemblea generale delle UN nel 2000.
AAW detiene il suo segretariato al Cairo e un numero di succursali nell'alto e nel basso Egitto.

## Storia
L'alleanza per le donne arabe fu fondata nel 1987 dalla femminista e attivista Hoda Badran. Fu registrata al Ministero egiziano per gli Affari Esteri nel 1987 con la legge N.154 e registrata nuovamente con la legge 184 del 2000.

## Missione e visione della AAW
L'alleanza per le donne arabe si sforza di incrementare la capacità della donna di partecipare in maniera attiva ed egualitaria all'interno delle proprie comunità, oltre a promuovere e rafforzare il ruolo della donna nella società.
L'alleanza coopera con altre associazioni come l'unione dei laboratorio, le università e i media per sollevare lo sguardo sui diritti della donna. Per un futuro migliore e per cambiare l'attuale situazione della donna egiziana, l'Alleanza si propone i seguenti obiettivi:
- Sostenere modelli di programmi e servizi adeguati ai reali bisogni delle donne arabe, in particolare di quelle provenienti da gruppi santaggiati.
- Organizzare programmi formativi per migliorare le condizioni socio-economiche delle donne e per renderle in grado di confrontarsi efficacemente nelle diverse istituzioni.
- Convocare diversi incontri per aprire il dialogo tra le diverse parti in gioco coinvolte nelle tematiche relative ai problemi delle donne e per aumentare la consapevolezza al'interno della regione araba.
- Diffondere la conoscenza, le abilità e i talenti, che andrebbero a migliorare le diverse tipologie di comportamento all'interno della famiglia araba.
- Tessere relazioni con le diverse organizzazioni riguardanti i problemi delle donne.